# 賓厄姆 (新墨西哥州)
賓厄姆（英語：Bingham）是位於美國新墨西哥州索科羅縣的非建制地區。

## 歷史
賓厄姆的郵局自1934年營運至今。

## 地理
賓厄姆所處的海拔為高於海平面1672米（即5485英呎），而該地所採用的時區為UTC-7，即北美山地时区（MST）。同時該地設有夏令時間，為UTC-7調快一小時，即UTC-6（MDT）。